# Drep de kristne
Drep de kristne prvi je studijski album norveškog black metal sastava Troll. Album je objavljen u veljači 1996. godine, a objavila ga je diskografska kuća Damnation Records.

## Popis pjesama
| 1.    | »Kristenhat«                     | 6:42 |
| 2.    | »Naar solen blenker bort«        | 4:20 |
| 3.    | »Med vold skal takes kristenliv« | 3:03 |
| 4.    | »Trollberg«                      | 4:18 |
| 5.    | »I salee av sten«                | 3:37 |
| 6.    | »Troll riket«                    | 5:48 |
| 7.    | »Guds fall«                      | 3:58 |
| 8.    | »Drep de kristine«               | 4:19 |
| 36:05 |                                  |      |

## Zasluge
Troll
- Nagash – svi instrumenti, produkcija

Ostalo osoblje
- Christophe Szpajdel – logotip sastava
- egoLego – dizajn
- Den Ukjente – produkcija
- Alex Kurtagić – naslovnica